# Буфоларија (Потенца)
Буфоларија (итал. Bufolaria) је насеље у Италији у округу Потенца, региону Базиликата.
Према процени из 2011. у насељу је живело 157 становника. Насеље се налази на надморској висини од 801 м.